# طفل أفروديت (فريق روك)

طفل أفروديت 1968

طفل أفروديت (بالإنجليزية: Aphrodite's Child) فريق يوناني لموسيقى الروك البروجريسيف تشكل في عام 1967 من:
فانجيليس باباثاناسيو: لوحات المفاتيح (كيبورد)، والمزامير
ديميس روسوس: باس جيتار، وجيتار صوتي، وجيتار كهربائي، وغناء
لوكاس سيديراس: طبول، وغناء
سيلفر كولوريس: جيتار
انتهت مسيرة الفرقة بعد وقت قصير من إصدار ألبومها الأكثر تأثيرًا "666"، والذي ظهر في عدد من قوائم أفضل الألبومات التقدمية أو السيكاديلك على الإطلاق.

## نشأة الفريق
كان فانجليس وديمس ناجحين بالفعل في اليونان ضمن فرق روك مثل (فورمينكس – ايدولز)، وانضم إليهم سيديراس وكولوريس ليتم تكوين فريق روك، ويختار الأعضاء اسم مأخوذ من عنوان أغنية «طفل أفروديت» للمغني الأمريكي ديك كامبل (1944 – 2002) من البومه «ديك كامبل يغني في مكانه Dick Campbell Sings Where It's At»
كان أول أعمال الفريق الرباعي هو الاشتراك مع جورج رومانوس الفنان اليوناني (الذي سجل عدة ألبومات في الستينيات والسبعينيات) لإنتاج ألبومه «في حفلة موسيقية وفي الاستوديو In Concert and in Studio» عام 1968، وتم ذكر اسم الفريق على هذا الألبوم تحت مسمى «فانجليس واوركستراه». قام الفريق في نفس العام بتسجيل عرض توضيحي من أغنيتين وإرساله إلى شركة فيليبس. كانت فكرة فانجيليس هي أن الفريق الذي لا يزال مجهول الهوية يجب أن يتم نقله إلى لندن، والتي ستكون بيئة أكثر ملاءمة لموسيقاهم، حيث دخلت بلادهم في دكتاتورية اليمين في عام 1967، ومع ذلك، لم يكن هذا القرار سهلاً، حيث اضطر كولوريس إلى البقاء في اليونان لأداء خدمته العسكرية، بينما علق الفريق الثلاثي، في طريقه إلى لندن، وأيضاً في باريس جزئيًا لأنهم لم يكن لديهم تصاريح العمل الصحيحة وجزئيًا بسبب الاضرابات المرتبطة بأحداث مايو 1968 (اضطرابات مدنية في جميع أنحاء فرنسا، استمرت حوالي سبعة أسابيع وتخللتها مظاهرات وإضرابات عامة).

## ظهور الفريق
وقع الفريق الثلاثي في عام 1968 عقد مع شركة ميركوري في باريس، وظهر اسم الفريق «طفل أفروديت» على ثاني أغنية منفردة تصدر للأسواق تحت عنوان «مطر ودموع Rain and Tears»، وبهذه الأغنية أصبح الفريق ضجة كبيرة بين عشية وضحاها في فرنسا والعديد من البلدان الأوروبية الأخرى حيث صعدت على القوائم الأوروبية بشكل جيد، على الرغم من الأغنية كانت باللغة الإنجليزية. باعت الأغنية أكثر من مليون نسخة، وحصلت على جائزة الاسطوانة الذهبية، وفي أكتوبر 1968، أصدر الفريق ألبومه الأول «نهاية العالم End of the World». احتوى الألبوم على كميات متساوية من أغاني البوب سيكاديلك وأغاني تشابه اسلوب فريق بروكل هارم، وفريق مودي بلوز.
بدأ الفريق في التجول في جميع أنحاء أوروبا، وفي يناير 1969 سجلوا أغنية واحدة باللغة الإيطالية لمهرجان سانريمو، والذي لم يشاركوا فيه. الأغنية المنفردة التالية كانت «أريد أن أعيش I Want to Live»، وهي إعادة توزيع لمقطوعة «سعادة الحب Plaisir d'amour» لمغني الأوبرا الألماني يوخن كوالسكي.

## الفريق في لندن
سافر الفريق إلى لندن لتسجيل البومهم الثاني في استوديوهات ترايدنت، وصدرت أول أغنية من الألبوم «دعني أحب، دعني أعيش Let Me Love, Let Me Live» في نوفمبر 1969، بينما صدر الألبوم «انها الساعة الخامسة It's Five O'Clock» في يناير 1970. بدأ الفريق في التجول مرة أخرى بعد ألبومهم الثاني، هذه المرة بدون فانجليس الذي فضل البقاء في باريس وتسجيل الموسيقى لفيلم المخرج هنري تشابير «قوة الجنس»، وتم استبدال فانجليس على المسرح بالموسيقي هاريس تشالكيتس (ذكر موقع أول- ميوزك انه أحد أكبر المواهب في وقته). استمر عمل فانجليس في مشاريعه السينمائية، وتجول الفريق للدعاية لألبومهم، وللحفاظ على التدفق المستمر للأغاني، أصدر الفريق أغنية أخرى في أغسطس 1970، «الربيع والصيف والشتاء والخريف Spring, Summer, Winter and Fall».

## الألبوم الثالث وانفصال الفريق
بدأ الفريق في أواخر عام 1970، في تسجيل تعديل موسيقي لكتاب الرؤيا التوراتي، بعنوان "666". عاد كولوريس، بعد أن أنهى خدمته في الجيش اليوناني، إلى الفريق، ومع ذلك، كانت العلاقات بين أعضاء الفريق آخذة في التدهور، واستمرت الأمور في التدهور خلال عملية التسجيل البطيئة بشكل منهجي. كان الألبوم المزدوج الطموح في الأساس، يعكس مفهوم فانجليس الذي أشرك معه الشاعر الغنائي «كوستاس فيرس» من خارج الفريق. كانت الموسيقى التي وضعها فانجليس للألبوم تتجه أكثر إلى السيكاديلك والروك المتقدم (بروجريسف) أكثر من أي شيء قام به الفريق من قبل، ولم يكن هذا جيدًا مع أعضاء الفريق الآخرين، علاوة على ذلك، كان روسوس يرتب اموره للعمل الفردي، بعد أن سجل وأصدر أول أغنية فردية له «سنرقص» (أشرك معه سيدراس من الفريق على الطبول)، كما أصدر أول ألبوماته تحت عنوان «الجانب اليوناني من عقلي On the Greek Side of My Mind».

## النهاية
حول فانجليس انتباهه إلى تسجيل موسيقى الفيلم الوثائقي التلفزيوني الفرنسي لعام 1970 «نهاية العالم للحيوانات L'Apocalypse des animaux»، وعمل على أغنية واحدة مع صديقته آنذاك «فيلما لادوبولو» مع عضو الفريق كلوريس، تحت الاسم المستعار «الفا بيتا».
بحلول الوقت الذي صدر فيه ألبوم "666" أخيرًا بعد عامين تقريبًا من تسجيله، وفي يونيو 1972، كان الفريق قد انفرط بالفعل، على الرغم من بيعه أكثر من 20 مليون نسخة وظل على شهرته في جميع أنحاء أوروبا.
سعى كل من فانجليس وروسوس إلى أعماله المنفردة: ديمس روسوس كمغني لموسيقى البوب، وفانجليس أصبح فنانًا موسيقيًا إلكترونيًا يحظى بتقدير كبير، حيث حقق عمل فانجيليس في تأليف الموسيقى التصويرية للأفلام نجاحًا كبيرًا على مدار العقود الثلاثة التالية، بما في ذلك جائزة أوسكار لألبومه «عربات النار Chariots of Fire».
توفي روسوس عام 2015، وعمل كولوريس مع ديمس وفانجاليس في بعض الأحيان، بينما تابع سيدراس مسيرة منفردة أقل نجاحًا، حيث أصدر ألبومين وأربعة أغانٍ فردية بعد الانفصال، وهو لا يزال يعيش في اليونان ويؤدي مع فرقته.

## الأغاني المنفردة للفريق
بلاستيك نيفرمور 1968 Plastics Nevermore
المطر والدموع 1968 Rain and tears
نهاية العالم 1968 End of the world
عندما أصبح الحب شعرا 1969 Quando l'amore diventa poesia
وادي الحزن 1969 Valley of Sadness
أريد أن أعيش 1969 I want to live
بعيدا عن العيون 1969 Lontano Dagli Occhi
دعني أحب، دعني أعيش 1969 Let Me Love, Let Me Live
ماري جولي 1969 Marie Jolie
إنها الساعة الخامسة 1970 It's Five O'Clock
الربيع والصيف والشتاء والخريف 1970 Spring, Summer, Winter and Fall
يا لها من ليلة مضحكة 1971 Such a Funny Night
تحطم 1972 Break

## وصلات خارجية
http://www.demisroussos.org/Aphrodite's%20Child/Index.html طفل أفروديت (فريق روك)
https://www.discogs.com/artist/104958-Aphrodites-Child طفل أفروديت (فريق روك)
https://www.vangelismovements.com/aphroditeschild.htm طفل أفروديت (فريق روك)
http://www.demislegrec.com/anglais/index.html طفل أفروديت (فريق روك)